# Sātīārī
Sātīārī (persiska: ساتیاری) är en ort i Iran.   Den ligger i provinsen Kermanshah, i den nordvästra delen av landet, 500 km väster om huvudstaden Teheran. Sātīārī ligger 1 495 meter över havet och antalet invånare är 683.
Terrängen runt Sātīārī är varierad. Runt Sātīārī är det ganska glesbefolkat, med 34 invånare per kvadratkilometer. Närmaste större samhälle är Pāveh, 8,9 km nordost om Sātīārī. Trakten runt Sātīārī består i huvudsak av gräsmarker.